# العلاقات الجامايكية المارشالية
العلاقات الجامايكية المارشالية هي العلاقات الثنائية التي تجمع بين جامايكا وجزر مارشال.

## مقارنة بين البلدين
هذه مقارنة عامة ومرجعية للدولتين:
| وجه المقارنة                                              | جامايكا       | جزر مارشال                     |
| --------------------------------------------------------- | ------------- | ------------------------------ |
| المساحة (كم2)                                             | 10.99 ألف     | 181                            |
| عدد السكان (نسمة)                                         | 2.95 مليون    | 53.13 ألف                      |
| الكثافة السكانية (ن./كم²)                                 | 268.43        | 29.35 ألف                      |
| العاصمة                                                   | كينغستون      | ماجورو                         |
| اللغة الرسمية                                             | لغة إنجليزية  | لغة إنجليزية، اللغة المارشالية |
| العملة                                                    | دولار جامايكي | دولار أمريكي                   |
| الناتج المحلي الإجمالي (بليون دولار)                      | 14.77 مليار   | 199.40 مليون                   |
| الناتج المحلي الإجمالي (تعادل القوة الشرائية) بليون دولار | 24.79 مليار   | 207.25 مليون                   |
| الناتج المحلي الإجمالي الاسمي للفرد دولار أمريكي          | 5.23 ألف      | 3.38 ألف                       |
| الناتج المحلي الإجمالي للفرد دولار أمريكي                 | 8.88 ألف      | 3.80 ألف                       |
| مؤشر التنمية البشرية                                      | 0.719         |                                |
| رمز المكالمات الدولي                                      | +1876         | +692                           |
| رمز الإنترنت                                              | .jm           | .mh                            |
| المنطقة الزمنية                                           | 00            | ت ع م+12:00                    |

## منظمات دولية مشتركة
يشترك البلدان في عضوية مجموعة من المنظمات الدولية، منها:
| علم المنظمة | اسم المنظمة                                 | تاريخ انضمام جامايكا | تاريخ انضمام جزر مارشال |
| ----------- | ------------------------------------------- | -------------------- | ----------------------- |
|             | تحالف الدول الجزرية الصغيرة                 | ?                    | ?                       |
|             | البنك الدولي للإنشاء والتعمير               | 21 فبراير 1963       | 21 مايو 1992            |
|             | يونسكو                                      | 7 نوفمبر 1962        | 30 يونيو 1995           |
|             | الاتحاد الدولي للاتصالات                    | 18 فبراير 1963       | 22 فبراير 1996          |
|             | مؤسسة التمويل الدولية                       | 31 مارس 1964         | 23 سبتمبر 1992          |
|             | منظمة الشرطة الجنائية الدولية               | ?                    | ?                       |
|             | الأمم المتحدة                               | 18 سبتمبر 1962       | 17 سبتمبر 1991          |
|             | مجموعة دول أفريقيا والكاريبي والمحيط الهادئ | ?                    | ?                       |
|             | منظمة حظر الأسلحة الكيميائية                | ?                    | ?                       |

## وصلات خارجية
- موقع وزارة الخارجية الجامايكية